# آلبر کاپلانی
آلبر کاپِلانی (فرانسوی: Albert Capellani‎) کارگردان و فیلمنامه‌نویس سینمای صامت اهل فرانسه بود. از فیلمهایش می‌توان گوژپشت نتردام و کَمیل را نام برد.